# Czuwaliczka
Czuwaliczka (Catha Forssk. ex Schreb.) – rodzaj roślin należący do rodziny dławiszowatych (Celastraceae R. Br.). Obejmuje co najmniej 3 gatunki występujące naturalnie w Afryce i na Bliskim Wschodzie.

## Morfologia
PokrójDrzewo lub krzew o nagich pędach.
LiścieNaprzeciwległe na starszych gałęziach, naprzemianległe na młodych pędach.
KwiatyObupłciowe, posiadają 5 płatków.
OwoceWąskie, podłużne torebki.

## Biologia i ekologia
Występuje we wiecznie zielonych lasach na średniej wysokości.

## Systematyka
Pozycja i podział według APWeb (2001...)
Rodzaj należący do rodziny dławiszowatych (Celastraceae R. Br.), rzędu dławiszowców (Celestrales Baskerville), należącego do kladu różowych w obrębie okrytonasiennych.
Wykaz gatunków
| - Catha abbottii A.E.van Wyk & M.Prins - Catha edulis (Vahl) Endl. – czuwaliczka jadalna - Catha transvaalensis Codd |